# Charles Cavendish-Bentinck
Charles William Frederick Cavendish-Bentinck (Kensington (Londen), 8 november 1817 — Ridgmont, 17 augustus 1865) was een anglicaans priester en overgrootvader van de Britse koningin Elizabeth II.
Charles Cavendish-Bentinck werd geboren als oudste zoon van lord William Charles Augustus Cavendish-Bentinck en Anne Wellesley. Zijn grootvaders waren William Henry Cavendish-Bentinck, de derde hertog van Portland en premier van het Verenigd Koninkrijk, en Richard, markies van Wellesley, gouverneur-generaal van Brits-Indië en Lord Lieutenant of Ireland.
Hij huwde tweemaal. Eerst met Sinetta Lambourne op 26 september 1839, zij stierf op 19 februari 1850. Vervolgens huwde hij opnieuw met Caroline Louisa Burnaby op 13 december 1859. Het echtpaar kreeg drie kinderen.
- Cecilia Nina (1862-1938)
- Ann Violet (1864 - 1932)
- Hyacinth (1864-1916).

Hun kleindochter Elizabeth huwde met de latere Britse koning George VI.